# Trattato di Frederiksborg

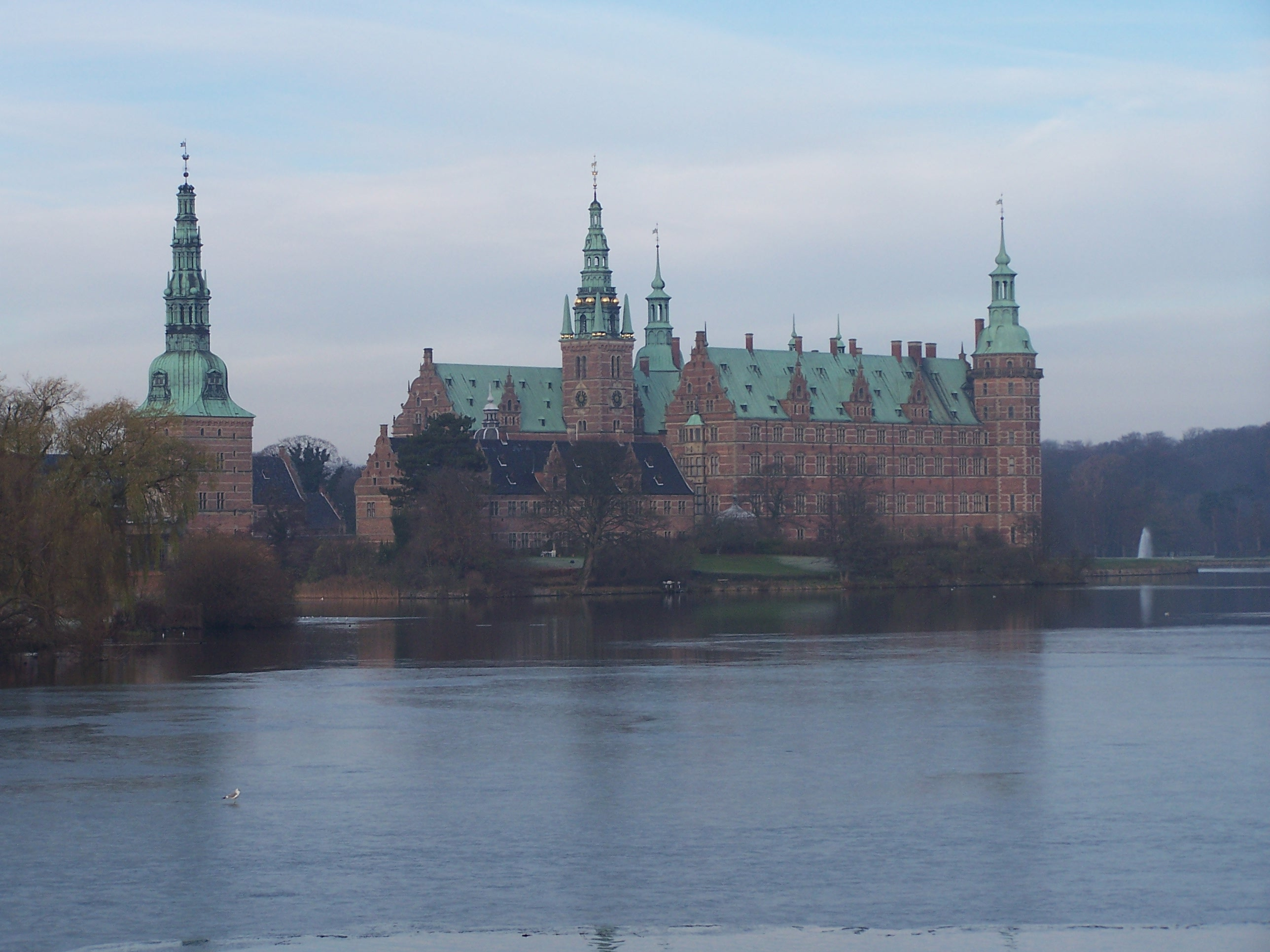
Il castello di Frederiksborg

Il trattato di Frederiksborg  venne firmato nel castello di Frederiksborg il 3 luglio 1720 (14 luglio 1720 secondo il calendario gregoriano) e pose fine alla grande guerra del Nord  tra la Svezia e Danimarca-Norvegia.
La Svezia dovette pagare 600,000 Riksdaler per danni, rompere l'alleanza con l'Holstein e garantire il libero passaggio nello stretto dell'Øresund. Inoltre la Danimarca ebbe il controllo sulla regione di Schleswig.
Il trattato includeva anche la restituzione della Pomerania svedese occupata dai danesi.